# Ходаг

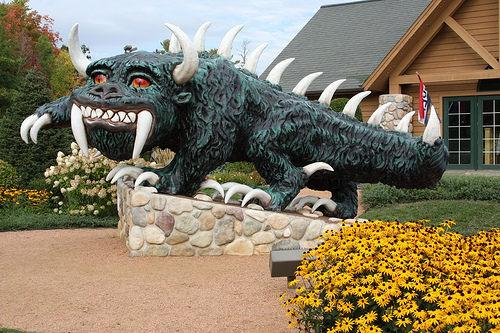
Скульптура ходага у здания Торговой палаты Райлендера.

Ходаг — вымышленное чудовище, первоначально являвшееся результатом мистификации-шутки, но затем ставшее частью фольклора американского штата Висконсин и нашедшее отражение в массовой культуре. Его история сосредоточена в основном вокруг города Райнлендера в северной части штата Висконсин, где, по сообщениям, оно было обнаружено.

## Предыстория
В 1893 году газеты сообщили об открытии чудовищного животного под названием «ходаг» в Райнлендере, штат Висконсин. Он, по сообщениям, обладал «головой лягушки, оскаленной мордой гигантского слона, толстыми короткими ногами, на которых имелись огромные когти, спиной динозавра и длинным хвостом с шипами на конце». Сообщения были инспирированы известным висконсинским таксатором древесины и шутником Юджином Шепардом, который собрал группу местных жителей, чтобы захватить животное. Группа впоследствии сообщила, что им пришлось использовать динамит, чтобы убить животное.
Фотографии останков обугленного зверя были отправлены в газеты. Это был «самый жестокий, странный, самый страшный монстр, имевший самые острые когти на земле. Он вымер после того, как основной источник его питания, все белые бульдоги, стали редкими в данной области».

## Мистификация
Шепард заявил, что захватил ещё одного ходага в 1896 году, и этот экземпляр был захвачен живым. По сообщениям Шепарда, он и несколько охотников на медведей разместили платок с хлороформом на конце длинного шеста, который они просунули в пещеру существа, где оно было посредством его усыплено.
Он показывал этого ходага на первой ярмарке округа Онейда. Тысячи людей пришли посмотреть на ходага на ярмарке или на показ у Шепарда в лачуге рядом с его домом. После подключения проводов к нему Шепард иногда двигал существо, которое, как правило, сразу же заставляло испуганных зрителей бежать от места его показа.
Когда местные газеты, газеты штата, а затем и национальные начали распространять историю о, казалось бы, уникальном открытом живом существе, небольшая группа учёных из Смитсоновского института в Вашингтоне, округ Колумбия, объявила, что они поедут в Райнлендер проверить реальность открытия. Это означало бы конец розыгрыша, поэтому Шепард был вынужден признать, что ходаг был мистификацией.

## Отражение в культуре
Ходаг стал официальным символом Райнлендера, штат Висконсин, является талисманом Райнлендерской средней школы и дал своё название многочисленным предприятиям и организациям в области Райнлендера. Официальный веб-сайт Райнлендера называет город «домом ходага». Большая (многократно превосходящая по размеру оригинал) скульптура ходага из стекловолокна, созданная местным художником, находится на постаменте у здания Торговой палаты округа Райлендера, где привлекает тысячи посетителей каждый год. Ходаг также дал своё имя и изображение окружному фестивалю Ходага, ежегодному музыкальному фестивалю округа, который является одним из крупнейших событий в жизни общества Райнлендера. Он привлекает более 40 000 человек в год, в том числе таких известных исполнителей, как Нил Мак-Кой, группа Little Big Town, Келли Пиклер и Реба Макинтайр. Мужская команда университета Висконсина по алтимат фрисби называет себя Hodags.
Ходаг был использован в качестве персонажа-злодея в одном из эпизодов 2012 года мультсериала о Скуби-Ду Scooby-Doo! Mystery Incorporated под названием Hodag of Horror. Этот эпизод был показан в Великобритании в июне 2012 года, перед тем как его показали в Соединённых Штатах на Cartoon Network в июле 2012 года.